# 한일관 대표 사망 사건
한일관 대표 사망 사건은 2017년 9월 30일 대한민국 서울의 유명 한식당인 한일관의 50대 여성 대표가 그룹 슈퍼주니어의 멤버인 최시원의 프렌치 불독 반려견에게 물린 후, 패혈증이 발생해 10월 6일 사망한 사건이다.

## 논란
유명 인사들 간에 발생한 사건이 인터넷에 알려지면서, 반려견에 대한 정부 규제와 견주의 반려견 통제 의무와 관련해 사회적으로 큰 논란이 불거졌다. 최시원 측은 사과를 표명했고, 사망자 유족 측에서는 용서의 뜻을 밝혔다. 그러나 최시원 측 소셜 미디어에 올려진 해당 반려견에 대한 부주의한 관리 실태와, 사건 후에도 반려견 관련 소셜 미디어 포스팅이 계속 올라온 것이 논란이 되면서, 최시원 측에 대한 비판의 목소리가 일었다.